# 小川薫
小川 薫（おがわ かおる、1937年8月8日 - 2009年4月27日）は、日本の実業家。総会屋。「最後の総会屋」と呼ばれた。

## 経歴

### 出生
広島市の歓楽街・弥生町の入口、下柳町（現中区銀山町）生まれ。当地は証券街で、かつ遊郭もあり、ヤクザの多い街でもあった。1945年、7歳国民学校二年の夏、爆心地から1.1キロの自宅で被爆。薫は釣りに行くため自宅を出る直前だった。幸い家族もみな軽傷で済んだ。1946年、戦場から父親が復員。戦前から経営していた電器店を再開したが、父は博徒岡組（のちの共政会）組長・岡敏夫と親しく野球賭博を始め店を潰し、その後は食堂を営んだ。
小川の兄・義夫と弟・明男の三人は喧嘩が滅法強く「小川三兄弟」と恐れられたが、叔父の田部武雄がプロ野球選手だったこともあり、野球もうまく、みな野球強豪高校でレギュラーとなった。年の離れた弟は広島の野球ファンなら誰でも名前を知っている著名高校野球指導者。小川自身も入り直した広島工業で広島大会決勝まで進出した。
高校卒業後の1957年、三菱レイヨン大竹工場に勤務。2年で退職し芝浦工業大学に入学。田部輝男が監督をしていた野球部に入部するも、1学年100人以上の大所帯で選手は諦めマネージャーに。この頃から父親が身を滅ぼした野球賭博などのギャンブルを始め大学を中退。1961年、広島へ戻りガソリンスタンドで働く。この頃のちに論談同友会（現論談）を興す正木龍樹らと知り合った。
野球賭博に明け暮れていた時期には、いわゆるイカサマ行為の発覚によって広島を追われることになり、夜逃げに近い形で暴力団・古賀一家の稲吉組長を頼って九州へ。それからしばらくの間を福岡の久留米に活動した。この時期に懇意となった面々には、その古賀一家を中核に道仁会を結成した古賀磯次や、のちに同会を継承する松尾誠次郎などもいた。

### 総会屋として
1963年、ギャンブルで店のお金を使い込み夜逃げし再び上京。親戚の電器店で集金人をする。東京オリンピックに沸く1964年、東京新橋駅西口のバラック街のバーで、知人から聞いた総会屋の話に興味を持ち、その世界に足を踏み入れた。某一流印刷会社にちょっと話を聞きに行ったら、そこで黙って2000円入った金包を渡された。「こりゃええ商売じゃの」と感心し、総会屋としての活動が本格化する。独学で勉強し端株を購入し片っ端から株主総会に出席した。当時は今と違い総会は一年中開かれていた。また証券不況の時代で、株価は100円以下の会社が多くタバコ銭で株が買えた。久保祐三郎や糸山英太郎ら大物の芸を盗み、代議士くずれの栗田英男を師と仰いだ。また日経や会社四季報などを読み猛勉強。ハンデ師をしていたので情報を覚える事は何ら苦にならなかったという。一説によると某印刷会社の秘書課長の支援の元、総会屋としての活動を開始したとされる。1964年、新橋に「小川企業広告研究所」を設立。自ら所長と名乗った。
総会屋に対応するのは各社の総務部長だが、会社回りは最初は門前払いされる場合が多く、総会で発言する事がすべてだと痛感。発言するとその快感に酔い、電器店を辞めて総会屋業にのめり込んだ。新人が総会で発言出来るような状況では無かったものの、強引に発言を繰り返す事でやがて一目置かれる存在となった。強面が身上で、「議長、質問！」と会社側を震えさせたり、「異議なし！」とほっとさせたり。小川が総会で荒い広島弁で捲くし立てるとどよめきがおこり、国内最大の総会屋グループ・論談同友会らと共に「広島グループ」と恐れられ、「小川の恐ろしい広島弁を聞くと三日は眠れない」と言わしめ大企業をも震えさせた。株主総会で一時「ほうじゃけ」「せんかい」といった広島弁が飛び交った。
文書でおどし、態度でおどし、団体でおどし、言論でおどす。やがて株主総会を運営するようになり、大企業の方から小川を尋ねてきて、穏便な総会（シャンシャン総会）をお願いしたい、と賛助金と称すものを置いていくようになった。"会社のダニ"と嫌われる総会屋は、嫌がられれば嫌がられるほどゼニになるといわれた。総会屋を極度に恐れるのは、信用を重んじる銀行やデパートなどで、彼らが特に総会屋の餌食になった。論談同友会の元中堅幹部は、バブル景気のころのスポンサーについて、「銀行、証券、三菱グループ」と表現していた。「銀行はカネが商売のタネ。いくらでもカネがある。銀行で受け取ったカネを証券会社に持って行き、膨らませてもらう。三菱グループは清濁併せ呑むところがあり、我々との付き合いは長い」と述べた。仲が良かったという後藤忠政は、「薫は面白い男だった。総会シーズン前になると、若い衆に大きな紙袋を持たせて各企業を回って、薫が『そろそろ株主総会も近づいてきたなぁ...』なんて言うと、デカイ紙袋が銭でいっぱいになった」と話している。しかし名前が有名になるにつれ暴力団からの脅しや、小川の名前を出して企業にお金を集るものが増えた。しかし小川自身「ずっと一匹狼でやってきて、嫌いな暴力団や他の誰かに助けを求めたり、バックに付けたりした事は一遍もない」と発言しているが、用心棒的存在として呉の三宅譲がいた。また、先の後藤は、小川や藤野康一郎らが同業者や他のヤクザとトラブルをおこしたら相談に乗ったり、力を貸してやったりしたと話している。1970年前後には総会で発言した小川の意見が経営に取り入れられたり、企業トップと懇意となり総会を仕切ったりした（幹事総会屋による「異議なし総会」）。小川の登場は、後を追う同業者の急増をもたらした。1969年時点で警視庁は都内にいる総会屋1500人を把握、全国に3000人と予想した。年収1000万以上の大物クラスが5、6人。
1971年11月、小川は王子製紙の株主総会で、総会屋の嶋崎栄治と乱闘となった。その後、嶋崎栄治が松葉会・菊池徳勝を後見人に立て、小川薫が二代目共政会・服部武会長を後見人に立てて、手打ちを行った。
住友銀行（現三井住友銀行）の依頼による東洋工業（現マツダ）松田耕平社長の勇退劇、富士銀行（現みずほ銀行）19億円不正融資事件の関与をはじめ、多くの大手企業の内側に食い込み、当時の総会屋勢力を塗り替えたといわれた。
小川以前の総会屋は、久保裕三郎たちを中心にわずか600人くらいと少なく、彼らがのんびりと盆暮だけ企業から金を受け取っていた。それを小川が猛烈なセールスをし、企業から莫大な予算を獲れるように変えた。企業関係者にとっては、知名度は抜群で、全国津々浦々までその名が知られた。1970年代後半は小川が日本中の総会を仕切ったといわれる。1980年代初頭には総会屋は1万人に繁殖した。戦後の総会屋の世界は小川が切り拓いたものである。小川の出現で総会屋は急増したが、社会に総会屋を締め出す機運が醸成されていく。このため、小川が「最後の総会屋」と表現される。
企業からの賛助金は、警察発表では大手都市銀行を中心に約1000社の一流企業から年間10数億集めていたといわれる。「総会屋ほどボロイ商売はないのォ」とわが世の春を謳歌した。大橋巨泉から豪邸を購入した他、子供が学校で"ソウカイヤ、ソウカイヤ"と苛められるので、仕方なく妻子をハワイに移住させる。ホノルルの目抜き通りのある高級マンションとプライベートビーチ付きの一戸建てを持った。

### 芸能界との関係
1973年「小川企業広告研究所」を「小川企業」と改組、多くの部下を持った。この中に商法改正後最大の総会屋になった小池隆一がいる。安西マリアの芸能事務所社長で『仁義なき戦い 完結篇』にモデルが登場する竹野博士は幼馴染みだった。
1976年3月、資金繰りに苦しんでいたデビュー前のピンク・レディーの所属事務所から、人を介して融資を頼まれ「T&C」と社名変更させた上でオーナーとなる。設立資金は小川が東京相互銀行の長田庄一会長を恐喝して巻き上げた金といわれている。T＆Cの社長の貫泰夫  と加納亨一専務は小川の広島市立幟町中学校時代からの友人で、原爆の焼け野原で一緒にボールを追った野球部仲間だったが、貫は日興証券、加納専務は生命保険の大手企業出身の堅気で、一攫千金を夢見て脱サラした人物だった。ピンク・レディー売り出しのために小川が1億3000万円の運転資金を工面した。デビュー曲のB面に予定されていた『ペッパー警部』を強引にA面にし、セクシー路線に変更させたのは小川と自著に書いているが、貫は否定している。また付き合いのあった企業へ、CM起用を売り込んだ。
爆発的人気を得たピンクレディーは、3年間で500億から1000億は稼いだとも言われたが、その後の第29回NHK紅白歌合戦出場辞退事件、アメリカ進出失敗で人気は急降下し またアイドルと総会屋の接点がマスコミに書き立てられ始め、警察から余罪で追及を受けて、約2年で已むなくオーナーから身を引いた。小川もピンクレディーで懐に入ったカネは競艇で全額スってしまい、何も残らなかったという。しかしT&Cの貫元社長は「小川がいなかったら、ピンク・レディーはこの世に存在しなかった」と述べている。
他に「企業の窓」や「カープファン」などの書籍も発行。株を教えて欲しいと近づいて来たユセフ・トルコは1976年頃、小川の用心棒のようなことをやっていた。互いに新生マーケット跡に建てられたニュー新橋ビルに事務所を構えていたことから、仙谷由人はこの頃から小川の弁護士を務め、親しい付き合いだったという。1977年には当時世間を大いに騒わせた中ピ連の榎美沙子に嘆願され、日本航空の株主総会出席の手引きをした。榎は中ピ連で男女関係のトラブル相談をやっていたため、先の小川が東京相互銀行から融資を受けた件で付き合いがあった。

### 廃業宣言のち倒産
1981年末に廃業宣言を出し企業コンサルタントを名乗ったが、愛人を代理人として総会で発言させたりし、同業者の間で「未練たらしい」と評判を落とした。直弟子・小池隆一も大物・上森子鉄の許へ去り、"広島グループ"からも裏切者呼ばわりされた。広島に本拠を置く指定暴力団・共〇会とは宿敵の間柄。かつて里帰りの際に共〇会への献金を断り、ホテルに監禁されて土下座させられたことがあった。1982年1月30日、自身の発行する経済情報誌『J&A（ジャッジ・アンド・アピール）』に、知人から取材をやめるように頼まれた山田久三〇目共〇会会長が同誌広島支局を訪ね、「記事を書くな。何人犠〇者が出るか分らんど。人を〇すくらいどうとも思うとらん」などと脅し、支局員をこづき回した。報告を受けた小川は激怒し、山田を広島県警に告訴した。ちょうど共〇会撲滅作戦を展開していた広島県警は、渡りに船とばかり山田を逮捕した。山田の子分はモデルになった『仁義なき戦い 完結篇』の劇中、山田のモデルこと松村保（演：北大路欣也）が、かおる（演：野川由美子）と連れ〇み旅館で朝、ヒットマンに襲われるシーンで、実際は便所に隠れたのに東映に押しかけて押入れに隠れたことに変更させたエピソードがあるほど、血の気の多さで知られ、「小川を〇せ！」と大騒ぎし、企業を震え上がらせるのとはワケが違うと気付いた小川は、知り合いの刑事に保護を求めたが取り合ってもらえず、逃げ回る毎日を送った。
1982年5月「小川企業」が倒産。同月9日の毎日新聞、11日付けの読売新聞が大きく報じた。大新聞が総会屋の倒産を大見出しで報じたのはこれが初めてだった。小川はとにかくバクチが好きで、野球賭博と競艇に目がなく、一発大穴ばかりを買うので絶対損をして、競艇場にいるヤクザがバックにいる金融業者から100万円単位でばんばん借りて利息が膨らんだ。年14億スったこともある。「稼いだ何10億だか、何100億だかを、公営ギャンブルを通じてそっくり国にお返ししたのだ」などと吹いた。総会は年に何回もあるわけではなく、基本的に総会屋の仕事は朝が早い。企業の総会屋担当である総務部は、一般の社員の出社してくる前に、ひそかに眼につかないよう処理をしておこうと朝の6時に社に出て総会屋を待っていて、総会屋は色々な社を集金して回ると7時に総会屋の仕事が終わる。それで一日の仕事が終わってしまい、あとの時間を持て余す。小川はそのあと大抵平和島競艇場に行くのだが、オープンが朝10時なのでそれまでイライラして、時間になると集金してきた金を数えもしないで鷲掴みにし、車を走らす。小川は40席あるロイヤル・ボックスを一席持っていて、そこへ入るや札束をドンと積んで、一点に30万円張ったり、一日で1000万円使うこともある。額に汗して稼いだ金じゃないアブク銭なんで無茶苦茶に使う。やはり負けると頭に血が上り、帰りの車でレース券を買いに走る役の運転手を罵り続け、腹を立てた運転手が、どうせ競艇でスるならと3000万円持ち逃げしたこともある。また佐藤栄作が総理の年収でギリギリ持てるかどうかといわれた頃、カオルファーストという競走馬を持っていた。野球好きの小川らしく、いずれカオルセカンド、カオルサードと持つ予定にしていた。調教はかつてハイセイコーの調教師だった鈴木勝太郎で、1978年4月22日に五馬身の差をつけぶっちぎりで優勝したが、あとが続かず馬を持つのはやめた。小川は妻にヤシカ本社のあったビルの下に日本料理「高砂」と喫茶店「グッチー」をさせて企業の連中を呼んで、3万円飲んでも30万円の請求書を送っていた。ヤシカは社長と組んで反対派の巻き返しを封じたが、後に手の平を返された。1981年から18金のつけ爪の販売を妻にさせて、一つ1万5000円で銀座三越の資生堂コーナーの化粧品売場に置かせていたが、全く売れず大きな借金を抱えた。銀座のクラブ「花」には毎晩のように通い、青嵐会の政治家なども小川のツケで飲んでいて、支払いは月数千万円だったといわれる。愛人も中ピ連の榎美沙子の取り巻きの東大出の女性の他、いっぱいいたといわれるが、みな金目当てで小川が落ち目になったらスゥーと消えた。共政会にボディガードをしてもらっていたが、金の流れがスムーズにいかなくなり、山田久会長とも1982年はじめ頃から揉めはじめ、共政会組員に命を狙われ警視庁に身辺の保護願を出した。「総会屋という仕事は、マスコミにも叩かれ、家族とも離散するなど、つらい面もあるんよ。どうしても気晴らしが必要になる。わしのように年中働き蜂のように人の何十倍も働き、何十倍のスケールで働くと、ハケ口も、やはり何十倍もの超特大になるよのォ。わしのように、パァーッと使い、残さんからこそ、日本の一流会社のトップのお手伝いができるんよの。負け惜しみではなく、総会屋がコツコツと金を貯めてなんになるんや」などと吹いた。
小川が間口を広げた総会屋業は、小川一門の「広島グループ」だけで数千人を超える規模となったため、風当りの強さが年々増し、1982年10月施行の商法改正で総会屋が締め出される契機となった。
これを機に小川も活動を一時中止し、日本のラルフ・ネーダーになりたいと自著で述べたものの、その後も総会屋として生き残り、毎年総会シーズンになると、見せしめにどうでもいいようなネタで検挙された。

### テレビ出演
- テレビ朝日サンデープロジェクト(1997年5月25日放送) - 元大物総会屋が明かす！誰も知らない裏社会の常識

### 晩年
2003年に恐喝未遂で逮捕、2006年に出所。2008年6月23日にも地元広島の不動産業者アーバンコーポレイションに対し恐喝を働いた容疑で逮捕され、10月に東京地裁で懲役10ヶ月の実刑判決。齢70歳で身柄拘束された。
2009年4月27日夜、肺炎のため収容先の東京拘置所内で死亡。享年73（満71歳）。7月には刑期明けを迎えるはずだった。
戦後の日本経済の裏面史のような人物。小川の半生をモデルとした小説として清水一行著「悪名集団」、大下英治著「最後の総会屋」があり、小川を始め登場人物はいずれも仮名で綴られている。「最後の総会屋」は、2001年、竹内力主演でVシネマ化もされた。※詳細は「実録 最後の総会屋」へ。
この他に『仁義なき戦い』などの脚本で知られる笠原和夫が、広島ヤクザの取材中に小川の存在を知って興味を持ち、密着取材して小川をモデルにした映画『暴力金脈』（主演・松方弘樹、1975年東映）を製作している。また笠原の著作「鎧を着ている男たち」（徳間書店）では、企業の総務課からの賛助金の受け取り方や、所謂「異議なし総会」の具体的手法などが詳述されている。

## 著書
- 『創価学会の勝手な応援団で文句があるか! : 政治と宗教』 政治と宗教を考える会（発売：ぴいぷる社）、1996年1月
- 『実録総会屋』 ぴいぷる社、2003年11月　＜著書略歴あり＞